# Demîdivka, Velîka Lepetîha
Demîdivka (în ucraineană Демидівка) este localitatea de reședință a comunei Demîdivka din raionul Velîka Lepetîha, regiunea Herson, Ucraina.

## Demografie
Componența lingvistică a localității Demîdivka
     Ucraineană (82,51%)
     Rusă (16,26%)
     Alte limbi (0,74%)
Conform recensământului din 2001, majoritatea populației localității Demîdivka era vorbitoare de ucraineană (82,51%), existând în minoritate și vorbitori de rusă (16,26%).